# Lippia alba
Lippia alba, é uma espécie de planta com flor da família Verbenaceae, nativa do sul do Texas, nos Estados Unidos, México, Caribe, América Central e América do Sul. A espécie também está presente na Austrália e na Índia, onde foi  provavelmente introduzida pelo homem. 
É um arbusto multi-ramificado, atingindo altura de 1,5 m (4,9 pé). As folhas medem 1 a 3 cm (0,39 a 1,2 pol) de comprimento e 0,9 a 2 cm (0,35 a 0,79 pol) de largura e são opostos ou em grupos de três. Flores brancas, cor-de-rosa, ou azul-roxo corolas formam inflorescência 2 cm (0,79 pol) de comprimento.

## Nomes populares
É popularmente conhecida como Erva cidreira de folha, Erva cidreira brasileira, Erva cidreira de arbusto, Erva cidreira do campo Falsa erva cidreira, Falsa melissa, Alecrim do campo, Erva cidreira brava,Sálvia-da-gripe, Sálvia, Sálvia-trepadora,Salva-brava, Cidrilha.

## Óleo essencial
Óleos essenciais ou óleos voláteis são substâncias vitais aromáticas encontradas nas flores, ervas, frutas e especiarias, Na erva-cidreira, o óleo essencial é armazenado nas folhas, mais precisamente nos tricomas secretores (presentes na epiderme foliar) e nos parênquimas paliçádico e lacunoso (GOMES et al., 1993). 
Diversos autores e pesquisas referem-se às variações na morfologia e composição do óleo essencial tanto associadas a partes da planta empregada na destilação, ao seu estado de desenvolvimento como a sua posição geográfica, características do solo, clima e outras condições locais da origem geográfica do material.     Segundo Silva, N. A et al.  foram identificados vinte e quatro compostos sendo o componente majoritário o citral (mistura de neral e geranial) que variou de 70,6 a 79,0%.  Também foram identificados: 
- monoterpenos oxigenados linalol (1,7- 2,2)%, nerol (0,5-2,5)%, geraniol (0,8-2,0)% e acetato de geranila (0,8-1,4)%. O β−mirceno foi identificado em todas as estações, sendo a maior ocorrência no verão (2,6%).
- sesquiterpenos, germacreno B (0,3-1,5)% e β−cariofileno (0,4-0,7)% também foram identificados, sendo a maior ocorrência observada durante a estação do verão.

## Galeria

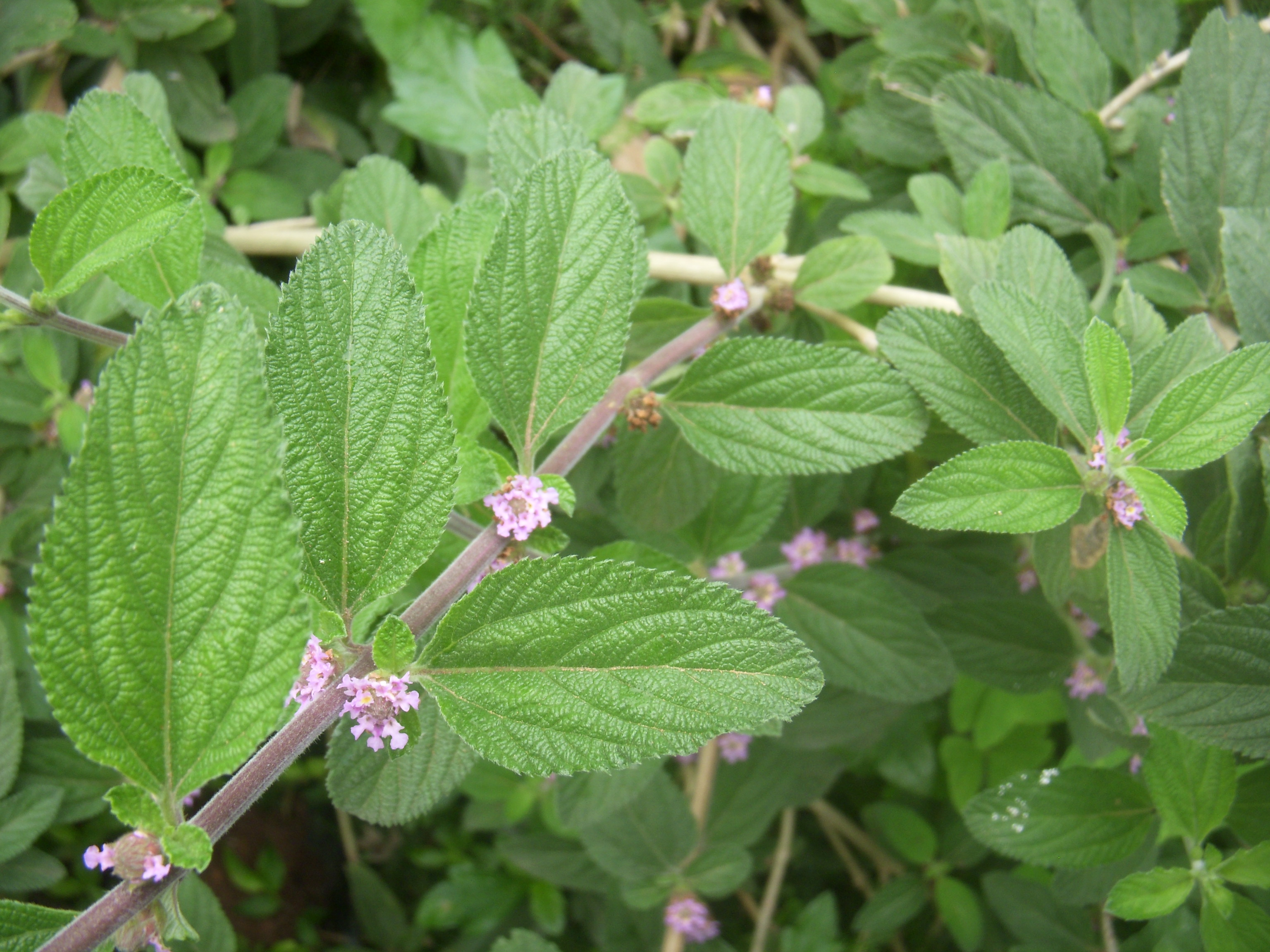
Folhas e flores
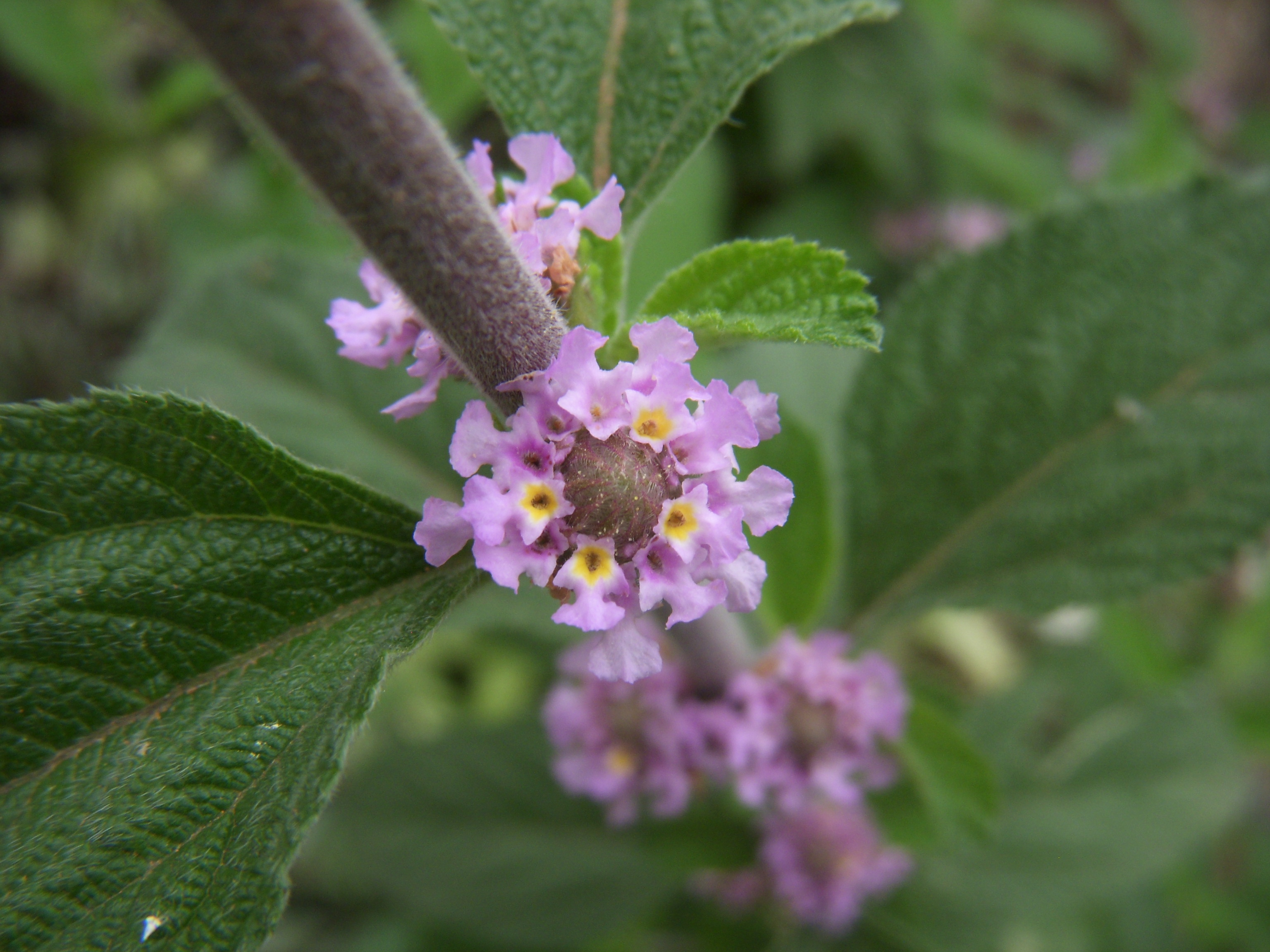
Detalhe das flores
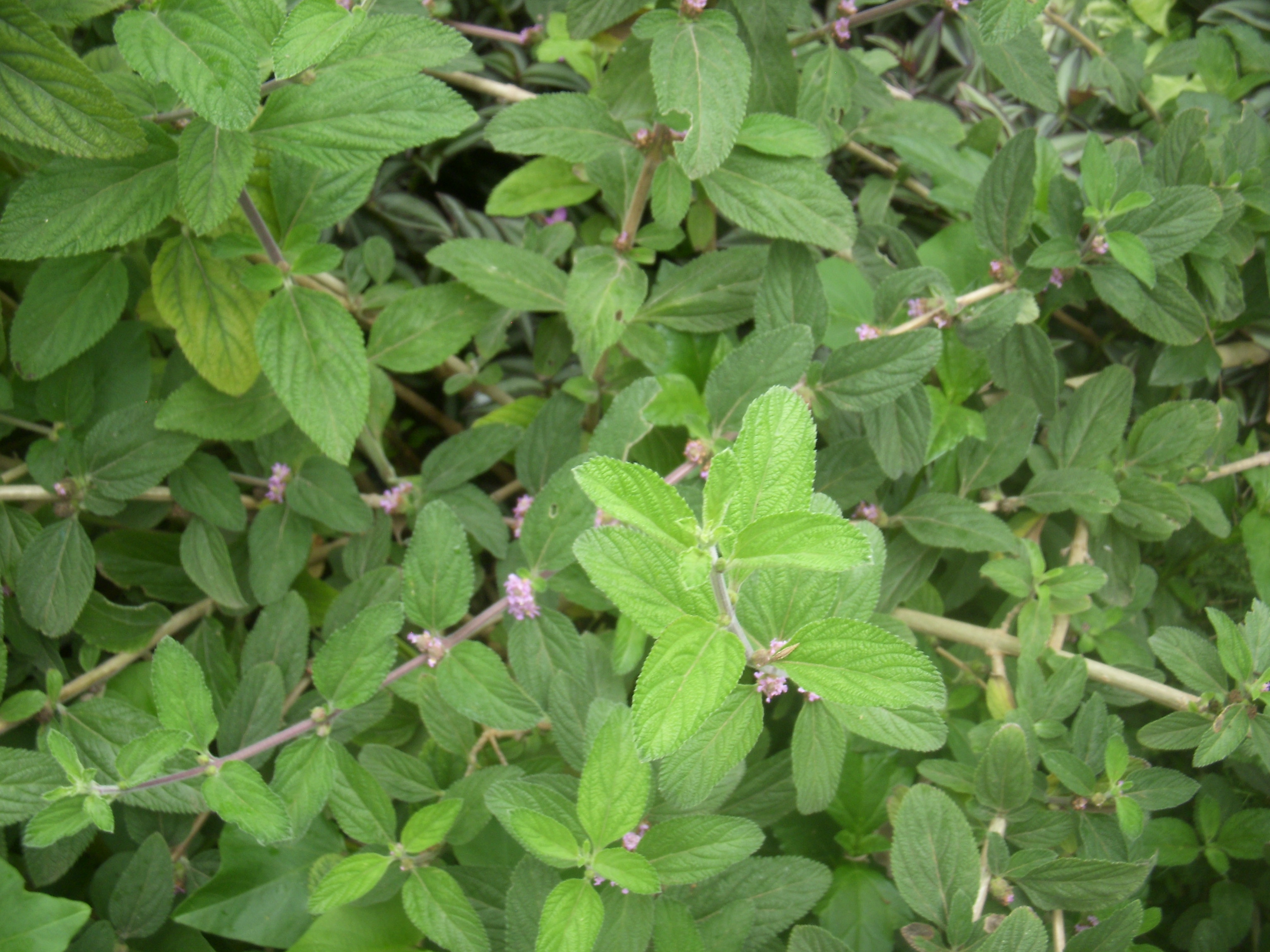
Aspecto do arbusto
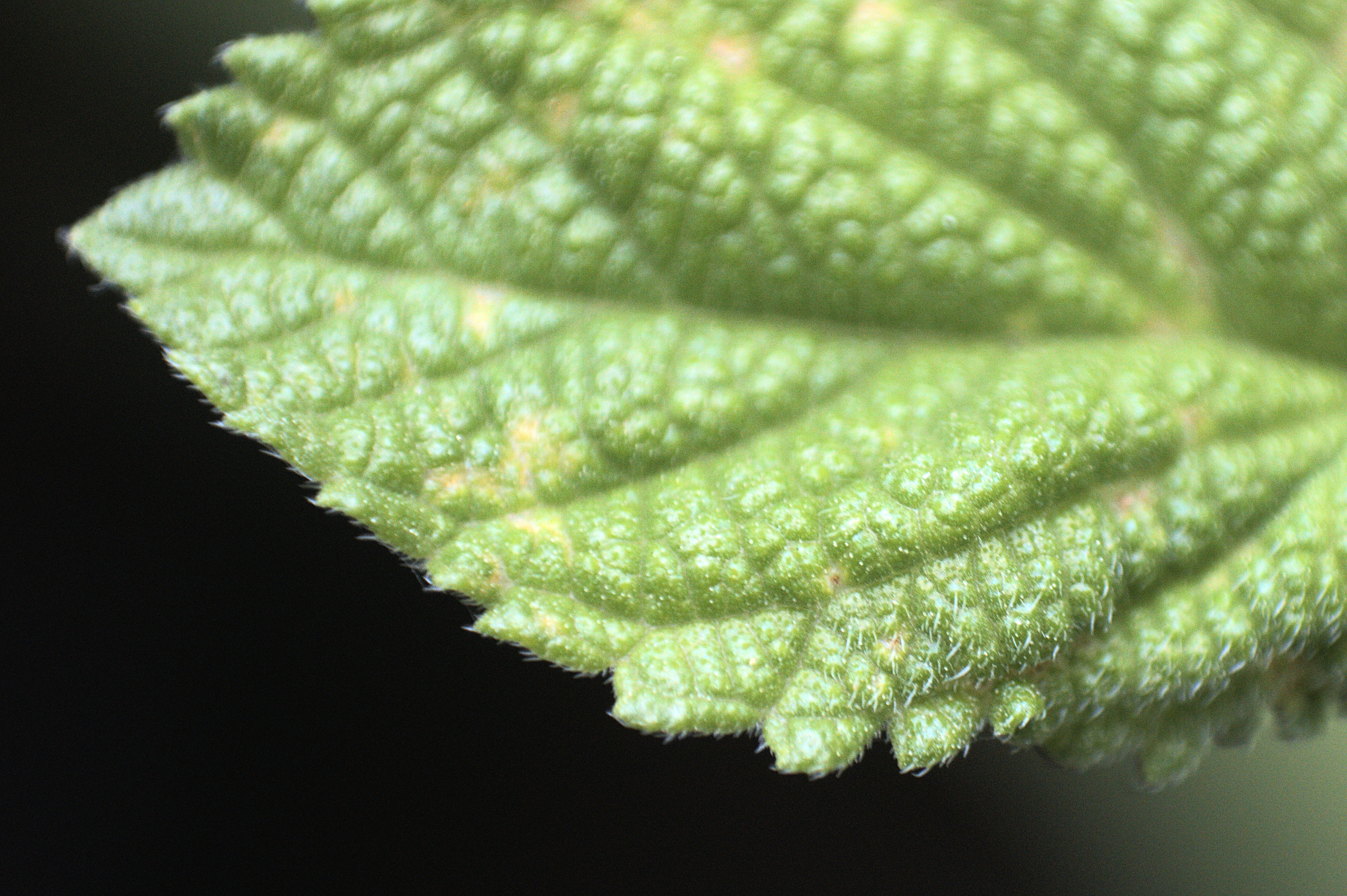
Folha em detalhe

## Usos medicinais
Popularmente usada como antiespasmódico, calmante e anticonvulsivante, Camilo (2016) em extensa pesquisa de por revisão de literatura evidenciou que na composição fitoquímica desta espécie é possível identificar grande variabilidade de substâncias, presente no seu óleo essencial sendo os compostos majoritários mais citados na literatura foram linalol, limoneno, carvona e citral. Refere-se também a estudos que tem demonstrado efeitos do citral sobre o Sistema Nervoso Central (SNC), tais como sedativo e anticonvulsivante 
Queiroz et al, (2014) atribui aos compostos fenólicos as atividades anti-inflamatória, antimicrobiana e anticarcinogênica da Lippia alba. Segundo estes pesquisadores os flavonoides e o citral (composto de geranial e neral) estão entre os componentes majoritários do óleo essencial encontrados nas partes aéreas dessa planta, assim como do Cymbopogon citratus e da Melissa officinalis, também conhecidos como capim cidreira e erva cidreira, respectivamente. 
A Lippia alba demonstrou atividade inibitória em agentes causadores de afecções da pele e do couro cabeludo, como Propionibacterium acnes, uma bactéria associada à acne e Pityrosporum ovale (renomeado como Malassezia furfur), um fungo que precisa de lipídeo (gordura) para se desenvolver, habita naturalmente o couro cabeludo de humanos e pode causar tanto caspa como dermatite seborreica. Pesquisadores da Universidad Nacional da Colombia constataram efeito inibitório in vitro do extrato aquoso de Lippia alba sobre o crescimento de H. pylori. 